# Chris Bart-Williams
Christopher Gerald Bart-Williams (Freetown, 16 de junio de 1974-24 de julio de 2023) fue un futbolista inglés nacido en Sierra Leona que jugó en las posiciones de defensa y centrocampista.

## Carrera

### Club
| Periodo   | Club                            | Partidos | Goles |
| --------- | ------------------------------- | -------- | ----- |
| 1990–1991 | Leyton Orient FC                | 36       | 2     |
| 1991–1995 | Sheffield Wednesday FC          | 124      | 16    |
| 1995–2002 | Nottingham Forest FC            | 207      | 30    |
| 2001–2002 | → Charlton Athletic FC (cedido) | 6        | 0     |
| 2002–2003 | Charlton Athletic FC            | 23       | 2     |
| 2003      | → Ipswich Town FC (cedido)      | 16       | 2     |
| 2003–2004 | Ipswich Town FC                 | 10       | 0     |
| 2004–2005 | APOEL FC                        | 19       | 0     |
| 2005–2006 | Marsaxlokk FC                   | 8        | 0     |

### Selección nacional
Jugó desde la categoría sub-19 para Inglaterra. Con la selección absoluta jugó en una ocasión en 1994.

## Tras el retiro
Luego de retirarse como futbolista profesional, Bart-Williams se mudó a Estados Unidos junto al entrenador Tony DiCicco. Fue entrenador asistente del Boston Breakers de la WPSL. También dirigió al equipo reserva del SoccerPlus Connecticut. Bart-Williams pasó a ser entrenador asistente del equipo de fútbol masculino del Quinnipiac Bobcats, ayudando al equipo a ganar el título del MAAC de 2013 y llegar a la fase nacional del torneo de la NCAA. Permaneció en el cargo por seis años.
Bart-Williams pasó después a ser reclutador internacional y universitario para la CBW Soccer Elite, y también fue consultor de la Charlotte Soccer Academy y jefe del programa de fútbol masculino de la Gulliver Schools en Miami, Florida.

## Logros

### Club
- Football League First Division: 1997–98

### Individual
- Futbolista del año del Nottingham Forest: 2000–01[16]
- Futbolista Profesional del Año por los aficionados: 2000-01[17]